# 日本女子ラグビーフットボール連盟
日本女子ラグビーフットボール連盟（にほんじょしラグビーフットボールれんめい、英：JAPAN WOMEN'S RUGBY FOOTBALL FEDERATION）は、1988年から2002年まで、日本における女子ラグビーを統括していた団体である。

## 概要
1988年4月、男子の組織だった日本ラグビーフットボール協会とは 別組織で創設し、日本での女子ラグビーの普及と強化にあたった。各国とも当初は、女子によるプレーおよび大会開催を想定していない男子協会からは、公認・後援を得られない関係が続いた。
1991年、1994年と、2回の女子ラグビーワールドカップの開催以降、女子ラグビーの存在が大きくなり、ラグビーユニオンおよび国際ラグビーフットボール評議会（IRFB、後のワールドラグビー）は「1国1統括組織」の方針のもと、女子ラグビー協会を受け入れる流れができた。1998年以降、徐々に各国女子ラグビー協会は、既存の男子協会へ統合されていった。
2002年4月に、日本女子ラグビーフットボール連盟は日本ラグビーフットボール協会に加入（傘下の組織となる）。2010年には「日本ラグビーフットボール協会 女子委員会」となり、日本の女子連盟は発展的解消となった。
（詳細は「女子ラグビー#歴史」および後述「歴史」を参照）

## 歴史
日本では、1968年（昭和43年）4月創立の大阪ラグビースクールに中学生以下の女子チームも誕生し、1972年にはOGチーム、1975年にはママチームもできた。このように、学校教育のほか、ラグビースクールの女子部などで、早期からさまざまな女子チームが存在してきた可能性がある。
1976年（昭和51年）に西宮ビーナスラグビークラブ（兵庫県）、1979年（昭和54年）に鹿折ママさんラガーズ（宮城県）・盛岡ラグビースクール ママさんチーム（岩手県）、1980年（昭和55年）に秋田市エコー少年ラグビークラブ 女子部・女川ラグビースクール ママさんチーム、1982年（昭和57年）に宮城県石巻市ラグビースクール ママさんチーム、1983年（昭和58年）に脇本おいばなママさんラグビークラブ（秋田県）が誕生した。1981年（昭和56年）には、盛岡と女川とで岩手県内で初めてとなる女性チームどうしの対戦が行われた。
同じく1983年（昭和58年）、女子ラグビー3チーム（世田谷レディース [ 後の世田谷区ラグビースクール ] 、ブラザー工業レディース [ 後の名古屋レディースR.F.C ]、松阪レディース）が発足し、本格的な対戦を行い始めた。
1988年（昭和63年）4月、日本女子ラグビーフットボール連盟（JWRF）が発足。当時、16チームが加盟していた。11月3日に第1回女子ラグビー交流大会が駒沢オリンピック公園で開催され、13チームが集まった。当時の理事は、世田谷レディースに在籍していた岸田則子、川口敬子、大嶋栄、増岡文子が務めた。
1990年に、ニュージーランドで「The 1990 Women's World Festival」（1990年世界女子フェスティバル、ラグビー・フェスト）が開催され、初めて結成されたニュージーランド代表のほか、オランダ代表、ソ連代表、アメリカ合衆国代表が出場しトーナメントを行った。日本のレディース全東京A・Bと名古屋レディースも招待された。
1991年春に第1回女子ラグビーワールドカップ（1991 Women's Rugby World Cup）がウェールズで開催された。この大会が女子日本代表として最初の国際試合となる。女子日本代表チームは、全額自己負担で、コーチやドクターが帯同せず、選手のみの渡航となった。日本はフランス、スウェーデン、スペインと対戦し、3敗に終わる。
第1回女子ラグビーワールドカップの後も、国際ラグビーフットボール評議会（IRFB、現在のワールドラグビー）は、女子ラグビーワールドカップに対して否定的立場をとった。一方、女子ラグビーフットボール協会（Rugby Football Union for Women、RFUW）は、新たに結成されたスコットランド女子ラグビー協会の支援を得て、1994年に第2回女子ラグビーワールドカップをスコットランドで開催。日本を含む12チームが招待され、日本はスウェーデンから10-5で1勝を挙げたが、4月15日のアメリカ戦では0-121で大敗し、これが女子日本代表チームにとって「最大差敗戦試合」記録となる。
1993年9月、日本ラグビーフットボール協会は、日本女子ラグビーフットボール連盟を関連団体と認める通達を出した。1995年からは、強化練習など必要に応じてコーチを日本女子連盟に派遣するなど、協力体制を整えていく。1997年には日本ラグビーフットボール協会から、補助金予算150万円を確保した（翌年は300万円に増額）。
2002年4月1日に、日本女子ラグビーフットボール連盟が日本ラグビーフットボール協会（JRFU）に加盟（JRFUの傘下に入る）。ラグビー女子日本代表はJRFUが管轄するチームとして、ワールドカップなどIRB主催大会への基本条件が得られたことになる。
2002年4月、ニュージーランドのカンタベリーが来日し対戦。この試合から、日本ラグビーフットボール協会の日本代表チームとして「桜のエンブレム」がジャージに付く。
2006年にはアジア大陸選手権が誕生した。これらの大会は、欧州選手権やシックス・ネーションズと共に、2010年からワールドカップの予選も兼ねた。
女子ラグビーワールドカップ2006（第5回カナダ大会）では出場枠が16から12に減らされ、日本はアジアで実績最上位のカザフスタンと出場権を争うことになった。2005年6月にアジア地区予選がタイで行われたが、日本は6月5日の初戦で香港に78-0で勝つも、決勝でカザフスタンに3-19で敗れ、本大会出場権を逃した。この香港戦は「最大差勝利試合」の記録となる。
2010年（平成22年）、日本ラグビーフットボール協会内に女子委員会が設立され、日本女子ラグビーフットボール連盟は発展的解消となる。

## 設立時の参加チーム
日本女子ラグビーフットボール連盟が設立された1988年当時における、登録・参加チームは以下のとおり。
下表の出典：、出典では登録チーム数を16としているが、他の文献では15チームとしていることに留意。
| 創部       | 1988年 日本女子ラグビーフットボール連盟（JWRF） 登録 16チーム（登録名） | 1988年11月3日 第1回交流大会 出場13チーム （出場時のチーム名） | 所在地   | 備考 |
| ---------- | ----------------------------------------------------------------------- | ------------------------------------------------------------- | -------- | ---- |
| 1979年6月  | 盛岡女子ラグビーフットボールクラブ                                      | 盛岡レディース ラグビーフットボールクラブ                     | 岩手県   |      |
| 1980年4月  | 秋田市エコー少年ラグビー部 女子部                                       |                                                               | 秋田県   |      |
| 1980年6月  | 女川ママさんチーム                                                      | 女川レディース                                                | 宮城県   |      |
| 1983年2月  | 脇本おいばなラグビークラブ ママさんクラブ                               | 脇本おいばなラグビークラブ ママさんクラブ                     | 秋田県   |      |
| 1983年4月  | 世田谷レディース                                                        | 世田谷レディース                                              | 東京都   |      |
| 1983年5月  | いずみマミークラブ                                                      |                                                               | 兵庫県   |      |
| 1983年9月  | 八戸レディース                                                          | 八戸レディース ラグビーフットボールチーム                     | 青森県   |      |
| 1983年9月  | 三宅レディースクラブ                                                    | 三宅レディースクラブ                                          | 福岡県   |      |
| 1983年12月 | 名古屋レディース                                                        |                                                               | 愛知県   |      |
| 1984年4月  |                                                                         | 十和田レディース                                              | 青森県   |      |
| 1985年4月  | 石川マミーズ                                                            |                                                               | 石川県   |      |
| 1985年11月 | 佐倉レディース                                                          | 佐倉レディース                                                | 千葉県   |      |
| 1986年2月  | 江戸川レディース                                                        | 江戸川区レディース                                            | 東京都   |      |
| 1986年4月  | 青森レディース                                                          |                                                               | 青森県   |      |
| 1986年6月  | 秦野レディース                                                          | 秦野レディース                                                | 神奈川県 |      |
| 1986年11月 | 新潟女子ラグビーフットボールクラブ                                      | 新潟女子ラグビーフットボールクラブ                            | 新潟県   |      |
| 1986年12月 | 紀州手まりチーム                                                        | 紀州手まり ラグビーチーム                                     | 和歌山県 |      |
| 1988年5月  |                                                                         | オラガールズ                                                  | 東京都   |      |

## 年次イベント
1988年から1999年までのイベント開催地など。出典：
| 年   | 登録 チーム 数 | 全国女子 ラグビー フットボール 交流大会 | 関東 女子ラグビー フットボール 大会 | Women's Rugby Festival in Nagoya | サマー キャンプ | 関東 初心者 講習会 | 関西 初心者 講習会 | レフリー 講習会 | その他                                                                           |
| ---- | -------------- | --------------------------------------- | ----------------------------------- | -------------------------------- | --------------- | ------------------ | ------------------ | --------------- | -------------------------------------------------------------------------------- |
| 1988 | 15             | 駒沢補助G                               | ━                                   | ━                                | ━               | ━                  | ━                  | ━               | 日本女子ラグビーフットボール連盟発足                                             |
| 1989 | 15             | 埼玉ローデムパークG                     | ━                                   | ━                                | ━               | ━                  | ━                  | ━               |                                                                                  |
| 1990 | 16             | 埼玉ローデムパークG                     | 埼玉ローデムパークG                 | ━                                | ━               | 江戸川河川敷G      | ━                  | ━               | オール東京・名古屋レディースが ニュージーランド遠征                              |
| 1991 | 21             | 江戸川区陸上競技場                      | 埼玉ローデムパークG                 | ━                                | ━               | 秦野南が丘G        | ━                  | ━               | 第1回ワールドカップに出場                                                        |
| 1992 | 26             | 江戸川区陸上競技場                      | 秋葉台・大井など                    | 瑞穂                             | ━               | 神奈川大 平塚G     | ━                  | 稲城G           | 連盟5周年記念パーティ開催                                                        |
| 1993 | 21             | 江戸川区陸上競技場                      | 習志野自衛隊Gなど                   | 瑞穂                             | ━               | 熊谷荒川G          | ━                  | 埼玉大G         | 日本ラグビーフットボール協会 の関連団体として承認                                |
| 1994 | 26             | 江戸川区陸上競技場                      | 熊谷・習志野など                    | 瑞穂                             | 菅平            | 早大所沢G          | 摂南大G            | 習志野自衛隊G   | 第2回ワールドカップに出場                                                        |
| 1995 | 24             | 江戸川区陸上競技場                      | 熊谷・入間など                      | 瑞穂                             | 菅平            | 早大所沢G          | ━                  | 千葉銀行南町G   |                                                                                  |
| 1996 | 22             | 江戸川区陸上競技場                      | 熊谷・秋葉台など                    | 瑞穂                             | 菅平            | 早大所沢G          | 神戸ワールドG      | 水産大G         | 国際親善試合 5試合実施 (香港代表、USA Roggers来日)                               |
| 1997 | 24             | 江戸川区陸上競技場                      | 熊谷                                | 瑞穂                             | 菅平            | 早大所沢G          | 神戸ワールドG      | 習志野自衛隊G   | 香港セブンズに参加                                                               |
| 1998 | 24             | 江戸川区陸上競技場                      | 熊谷                                | 瑞穂                             | 菅平            | 早大所沢G          | 神戸ワールドG      | 熊谷            | 国際親善試合 Pacifica来日 来日した香港とテストマッチ2試合 日本代表がシアトル遠征 |
| 1999 | 23             | ━                                       | ━                                   | 瑞穂                             | 菅平            | サントリーG        | 神戸ワールドG      | 菅平            | 香港セブンズに参加                                                               |

## 主な主催大会
- 全国女子ラグビーフットボール交流大会 - 1988年から2013年まで、26回開催された。